# Raïon de Slantsy
Le raïon de Slantsy (en russe : Сла́нцевский райо́н, Slantsevsky raion) est une subdivision administrative de l'oblast de Léningrad, dans le nord-ouest de la Russie. 
Son centre administratif est la ville de Slantsy.

## Géographie
Le raïon a une superficie de 2 191,1 km2.
Il est situé dans le sud-ouest de l'oblast et borde à l'ouest le Comté de Viru oriental en Estonie, le raïon de Kingissepp au nord, le raïon de Volossovo au nord-est, le raïon de Louga à l'est, le raïon de Plyussa de l'oblast de Pskov au sud et le raïon de Gdov de l'oblast de Pskov, au sud-ouest.

## Population
Recensements (*) ou estimations de la population :
| 1979*  | 1989   | 2002   | 2010   |
| ------ | ------ | ------ | ------ |
| 10 412 | 10 974 | 10 480 | 43 523 |

| 2013   | 2015   | 2021   | - |
| ------ | ------ | ------ | - |
| 43 575 | 43 892 | 42 030 | - |